# Javanais (argot)
Pour les articles homonymes, voir Javanais (homonymie).
Le javanais ou langue de feu, apparu en France dans la seconde moitié du XIXe siècle, est un procédé de codage argotique utilisant une phonologie parasitaire constituée par l'insertion d'une syllabe supplémentaire entre voyelles et consonnes, dans le but de rendre un énoncé moins compréhensible aux non initiés. Cette syllabe comporte un son lié au nom de la variante : « ja » ou « av » dans la variante « javanaise » et une syllabe comportant « f » dans la variante « langue de feu ». 
La difficulté réside tout autant dans l'habileté à placer les syllabes supplémentaires de façon naturelle dans la conversation que dans la compréhension orale.

## Historique
« D'où vient cette bizarre appellation de « javanais » ? Sans doute de l'extraction de la syllabe av dans j'avais, prise comme « modèle génératif », sans exclure, bien entendu, un jeu de mots sur javanais, au sens suggéré de langue lointaine, donc étrange, incompréhensible » selon Jean-Paul Colin, Jean-Pierre Mével, et Christian Leclère (du CNRS) dans leur Dictionnaire de l'argot français et de ses origines. Mais Jean-Pierre Minaudier, dans Poésie du gérondif, souligne que le javanais – la langue parlée par 85 millions de personnes – est une langue à infixe : des éléments sont placés au milieu de la racine d'un mot au lieu de l'être avant (préfixes) ou après (suffixes). Selon lui, c'est cette particularité qui est à l'origine du nom javanais.
Le javanais était un jargon essentiellement parlé, « plus un amusement de potache [qu'un] véritable code. […] Esnault fait remonter ce procédé langagier à 1857 : il aurait été pratiqué par les prostituées et les voyous… Pierre Guiraud le croit originaire d'Extrême-Orient, né chez certains professionnels annamites. Mais Albert Dauzat n'en fait aucune mention dans son livre Les Argots, publié en 1929 ». En 1878, Rigaud écrit : « Il y eut un moment une telle fureur de javanais qu'on vit apparaître un journal entièrement écrit dans ce langage stupide. » La pègre parisienne se mit à utiliser le javanais durant la dernière décennie du Second Empire. Le Dictionnaire encyclopédique Quillet indique : « Langage inventé en France vers 1875. » Ce type de langage va ensuite se démocratiser, depuis Paris puis dans tout le territoire français, jusque dans les années 1960.

## Règles
- av est ajouté après chaque consonne (ou groupe de consonnes comme ch, cl, ph, tr,…) d’un mot, autrement dit avant chaque voyelle (ou groupe de voyelles comme ou, au, ei, ...).
- Si le mot commence par une voyelle, av est ajouté devant cette voyelle.
- av n'est jamais ajouté après la consonne finale d’un mot.

### «Y»
S'il est suivi d'une voyelle, le « y » est traité comme une consonne. Le mot « moyen » est codé mavoyaven (pas mavoyen). S'il est lui-même prononcé comme « i », il est traité comme une consonne suivie de la voyelle « i ». Le mot « pays » est codé pavayavis (pas pavays).

### Début des mots
Les monosyllabes (« a », « à », « en », « un ») ainsi que les mots commençant par une voyelle prennent une syllabe supplémentaire initiale. Ainsi, « abricot » est codé avabravicavot.

### «E» muet
Le « e » muet n'impose pas la présence de syllabe supplémentaire : « tarte » est codé tavarte. La syllabe supplémentaire peut être ajoutée comme une forme d'insistance. Ainsi, « espèce de tarte » est codé avespavecAVe dave tavarTAVE.

## Exemples
- allumettes → avallavumavettes. Forme complète : avallavumavettaves.
- train → travain.
- bonjour → bavonjavour.
- gros → gravos.
- bon → bavon.
- cul → cavul.
- bicrave → bavicravave. Forme complète : bavicravavave.
- immeuble → avimmaveuble. Forme complète : avimmaveublave.
- champion → chavampavion.
- plans → plavans.
- Jésus Christ → Javésavus Chravist.
- François Hollande → Fravançavois Havollavande. Forme complète : Fravançavois Havollavandave.
- supermarché → savupavermavarchavé.
- poirier → pavoiravier.
- socio → savoçavio.
- Peugeot 406 → Paveugeavot quavatre-cavent-savix.
- pelo → pavelavo.

### Exemples de «langue de feu»
- « Je m'appelle Noémie»
Jefe mafapefellefe Nofoéfémiefi.
- « Je suis française. »
Jefe suisfui franfancaifaisefe.
- « Je suis née le 17 juillet. »
Jefe suisfi néefé lefe dixfi septfet juifilletfet.
- « Nous n'avons pas le même avis. »
Nousfou n'afavonsfon pasfa lefe mêfême afavisfi.

### Emplois divers
- Raymond Queneau en donne un exemple fantaisiste dans ses Exercices de style (1947) : « Deveux heuveureuves pluvus tavard jeveu leveu reveuvivis deveuvanvant lava gavare Sainvingt-Lavazavareveu (deux heures plus tard je le revis devant la gare Saint-Lazare). »[6]
- Dans le film Les Vignes du Seigneur de Jean Boyer (1958), le producteur de champagne Henri Levrier (Fernandel) apprend à sa maîtresse à parler javanais en ajoutant « gde » à chaque syllabe.
- Dans la chanson La Javanaise de Serge Gainsbourg (1963), la répétition systématique de la syllabe av ou simplement de la consonne v dans chaque couplet (ainsi, J'avoue j'en ai bavé pas vous / Mon amour / Avant d'avoir eu vent de vous / Mon amour) rappelle l'usage du code javanais, et explique le choix du titre[réf. nécessaire].